# Bathelémont
Bathelémont és un municipi francès, situat al departament de Meurthe i Mosel·la i a la regió del Gran Est.
El 22 de març de 2011 canvia el seu nom de Bathelémont-lès-Bauzemont a Bathelémont.